# 香川縣護國神社
香川県護国神社（かがわけんごこくじんじゃ）は、香川県善通寺市に鎮座する神社（護国神社）。正式名称は讃岐宮（さぬきぐう）。境内面積は33.604m2。
香川県出身の戦没者35700余柱を祀る。
毎年8月には万灯夏まつり（万灯みたま祭り）がおこなわれている。

## 沿革
明治31年（1898年）、善通寺に陸軍第11師団が設けられた際、招魂社を設置したのに始まる。昭和13年（1938年）、内務大臣の指定により護国神社となった。戦後荒廃が目立つようになったため修復に着手、昭和60年（1985年）に竣工した。
なお善通寺市内には現在陸上自衛隊第14旅団善通寺駐屯地があり、旧陸軍時代に比べ規模は縮小したものの、「軍都」的性格を引き続き有している。
2002年に乃木神社の本殿・拝殿・手水舎・鳥居・社務所が登録有形文化財に登録されたが、2014年12月10日に社務所が全焼した
。

## 境内
- 本殿
- 拝殿
- 社務所

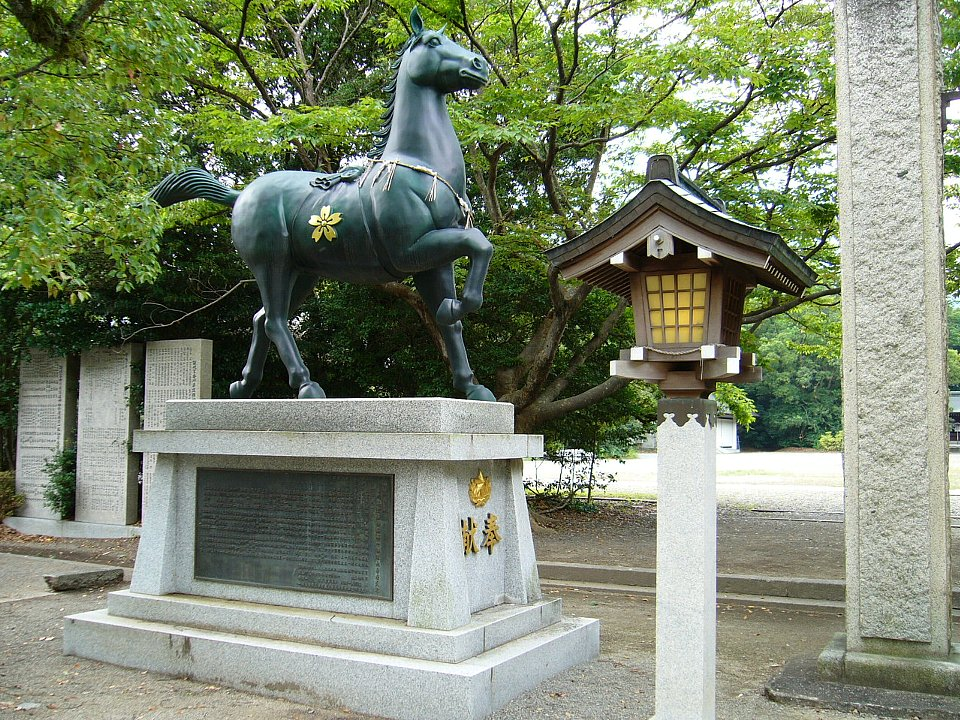
神馬像

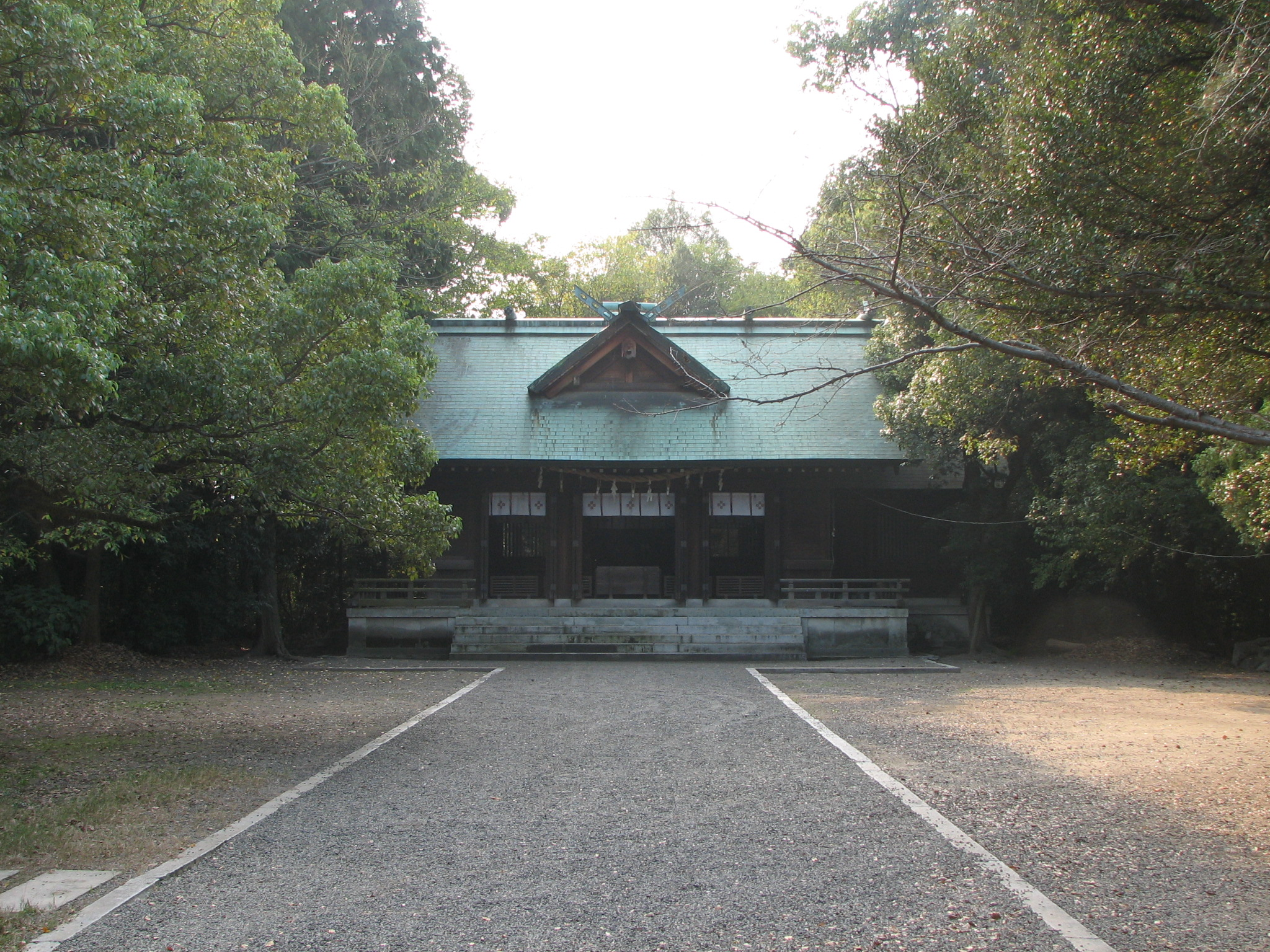
乃木神社（拝殿）

- 乃木神社 -- 乃木希典を祀る。昭和8年（1933年）創建。善通寺市は明治31年に新設された陸軍第11師団のある地で、乃木はその初代師団長であった。
- 史料館
- 日本一社交通神社
- 先賢堂
- 警察消防招魂社

## 文化財
登録有形文化財
- 乃木神社本殿
- 乃木神社拝殿
- 乃木神社手水舎
- 乃木神社鳥居

過去の登録有形文化財
- 乃木神社社務所（2014年12月10日に全焼した）[3]

## 交通アクセス
- 土讃線善通寺駅から西へ約900m。
- 善通寺駅から善通寺市民バス「空海号」3号車」（西部・与北コース）に乗車、護国神社下車。